# Per Unckel
Per Carl Gustav Unckel (Finspång, 24 januari 1948 – Stockholm, 20 september 2011) was een Zweeds politicus. Unckel begon zijn politieke carrière nadat hij zijn opleiding Rechten in Uppsala had voltooid in 1971, hij werd toen verkozen als voorzitter van de Gematigde Jeugd Liga. Vijf jaar later gaf hij deze positie pas terug af toen hij werd verkozen als parlementslid voor Östergötland.
In 1986 werd Unckel benoemd tot secretaris generaal van de Moderata samlingspartiet. Ook deze positie moest hij vijf jaar later afgeven voor een hogere positie te gaan bekleden. Zijn partij won in 1991 namelijk de verkiezing en de toenmalige eerste minister Carl Bildt benoemde hem tot minister van Onderwijs. Als minister zorgde hij voor een revolutie in het Zweedse onderwijssysteem. Hij zorgde er onder andere voor dat Zweedse studenten zelf hun scholen konden kiezen. In 1994 verloor de partij de verkiezingen en werd Unckel ontheven van zijn positie als minister.
In 2002 was de verkiezingsuitslag van de partij zo rampzalig dat enkel gevestigde waarden in de partij noodgedwongen ontslag moesten nemen, waaronder Unckel. Zij werden gezien als de oude garde en de "bunker" rond Carl Bildt. De Gematigde Jeugd Liga benoemde hem hierdoor, bij wijze van respect, tot ere-voorzitter. In 2006 zou Unckel volledig verdwijnen uit het politieke leven maar werd in 2007 toch benoemd tot gouverneur van Stockholms län. Deze positie zou hij behouden tot zijn overlijden op 20 september 2011 ten gevolge van kanker.
- International Standard Name Identifier: 0000 0000 5176 4239
- LIBRIS: 202075
- Système universitaire de documentation: 057779058
- Virtual International Authority File: 56582501